# Sylvie Mballa Éloundou
Sylvie Florence Mballa Éloundou (* 21. April 1977 in Yaoundé) ist eine ehemalige französisch-kamerunische Leichtathletin, die sich auf den Sprint spezialisiert hat.

## Sportliche Laufbahn
Erste internationale Erfahrungen sammelte Sylvie Mballa Éloundou im Jahr 1994, als sie bei den Spielen der Frankophonie in Bondoufle mit 25,14 s in der Vorrunde im 200-Meter-Lauf ausschied. Zudem belegte sie mit der kamerunischen 4-mal-100-Meter-Staffel in 46,58 s den vierten Platz. Im Jahr darauf startete sie mit der Staffel bei den Weltmeisterschaften in Göteborg und wurde dort im Vorlauf disqualifiziert und 1996 nahm sie mit der Staffel an den Olympischen Sommerspielen in Atlanta teil und konnte dort in der Vorrunde das Rennen nicht beenden. 1997 erreichte sie bei den Hallenweltmeisterschaften in Paris das Halbfinale im 60-Meter-Lauf und schied dort mit 7,50 s aus. Im Jahr darauf belegte sie bei den Afrikameisterschaften in Dakar in 23,52 s den siebten Platz über 200 Meter und gewann in 3:33,85 min gemeinsam mit Myriam Léonie Mani, Mireille Nguimgo und Claudine Komgang die Bronzemedaille hinter den Teams aus Nigeria und dem Senegal. 2001 nahm sie für Frankreich an den Mittelmeerspielen in Tunis teil und klassierte sich dort mit 11,92 s auf dem achten Platz im 100-Meter-Lauf und siegte in 44,40 s gemeinsam mit Haïdy Aron, Céline Thélamon und Fabé Dia mit der französischen 4-mal-100-Meter-Staffel. 2005 startete sie über 100 Meter für Kamerun bei den Weltmeisterschaften in Helsinki und schied dort mit 11,55 s im Halbfinale aus. Im Jahr darauf belegte sie bei den Hallenweltmeisterschaften in Moskau in 7,30 s den siebten Platz über 60 Meter. Sie setzte ihre Karriere auf nationaler Ebene in Frankreich bis 2013 fort und beendete dann im Alter von 36 Jahren ihre aktive sportliche Laufbahn.
2005 wurde Mballa Éloundou französische Meisterin im 100-Meter-Lauf.

## Persönliche Bestzeiten
- 100 Meter: 11,13 s (+1,8 m/s), 15. Juli 2005 in Angers
  - 60 Meter (Halle): 7,22 s, 10. März 2006 in Moskau
- 200 Meter: 23,52 s (−0,9 m/s), 22. August 1998 in Dakar
  - 200 Meter (Halle): 11. Februar 2000 in Gent
- 4-mal-100-Meter-Staffel: 46,40 s, 15. Juni 2012 in Angers[1]